# Sindrome di Pierre Robin
La sindrome di Pierre Robin (sigla inglese: PRS) è una sequela congenita di anormalità che può avvenire sia come sindrome distinta sia come parte di un'altra patologia latente.
La PRS si caratterizza per una mandibola insolitamente piccola (micrognazia), disposizione posteriore o retrazione della lingua (glossoptosi), e ostruzione delle vie aeree superiori.
La chiusura incompleta del palato (palatoschisi), è presente nella maggioranza dei pazienti, ed esso è di solito a forma di U.
Ancora non è noto come questa anormalità possa verificarsi nei neonati; una teoria sostiene che, ad un certo momento, durante la fase di formazione delle ossa del feto, la punta della mandibola si attacca nel punto dove le clavicole si uniscono (sterno), impedendo così la crescita delle ossa mascellari. Si pensa che, a circa 12-14 settimane di gestazione, quando il feto inizia a muoversi, lo spostarsi della testa fa sì che la mandibola sporga dalle clavicole. Da quel momento in poi, la mandibola del feto cresce come normalmente, con il risultato che, alla nascita, la mandibola del bambino è più piccola di quanto sarebbe stata con uno sviluppo normale, sebbene continui a svilupparsi con un tasso normale fino a che il bambino termina lo sviluppo.
La PRS è spesso parte di una patologia o sindrome latente. La più comune è la sindrome di Stickler. Altri disturbi causa di PRS, secondo il dr. Robert J. Sphrintzen del Centro Medico per i Disturbi Craniofacciali ‘'Montefiore'‘ sono: sindrome Velocardiofacciale, la sindrome alcolica fetale e la sindrome di Treacher Collins.
La patologia generalmente è diagnosticata poco dopo la nascita. Ha un'incidenza variabile da 1 su 8500 a 1 su 30 000 I problemi medici più importanti sono la difficoltà alla respirazione e alla nutrizione.
I neonati affetti necessitano molto spesso di assistenza per la nutrizione, ad esempio necessitando di rimanere in posizione laterale, necessitando ciucciotti o cucchiai speciali, e spesso necessitano di nutrizione con un sondino naso-gastrico o di un'integrazione alimentare adeguata dovuta alla lenta alimentazione. Ciò è causato dalla difficoltà di formare i l vuoto nella cavità orale a causa del palato diviso, oltre alla respirazione difficoltosa dovuta allo spostamento indietro della lingua. Gli infanti, se colpiti moderatamente o severamente, possono occasionalmente necessitare una cannula naso-faringea o, più raramente, intubazione endotracheale o tracheostomia per risolvere l'ostruzione delle vie aeree.
Il palato diviso in genere è curato tra l'età di 6 mesi e ½ e 2 anni con un intervento di chirurgia plastica o maxillofacciale. In molti centri adesso c'è un'équipe per il labbro leporino e per la palatoschisi che comprende entrambe le specialità, come anche un coordinatore, un terapista del linguaggio, un ortodontista, talvolta uno psicologo, un audiologo, un chirurgo otorinolaringoiatra e personale infermieristico. La glossoptosi e micrognazia generalmente non richiedono la chirurgia; in alcuni casi la  dis-trazione della mandibola è necessaria per aiutare respirazione e nutrizione.
I bambini affetti da PRS di solito raggiungono pieno sviluppo e statura.
Comunque, è stato riscontrato che il bambino è spesso leggermente di taglia sotto la media, a causa di sviluppo incompleto dovuto a ipossia cronica relativa a ostruzione delle vie aeree superiori come pure alla scarsa nutrizione dovute a difficoltà di alimentazione.